# Siegfried II. (Brandenburg)

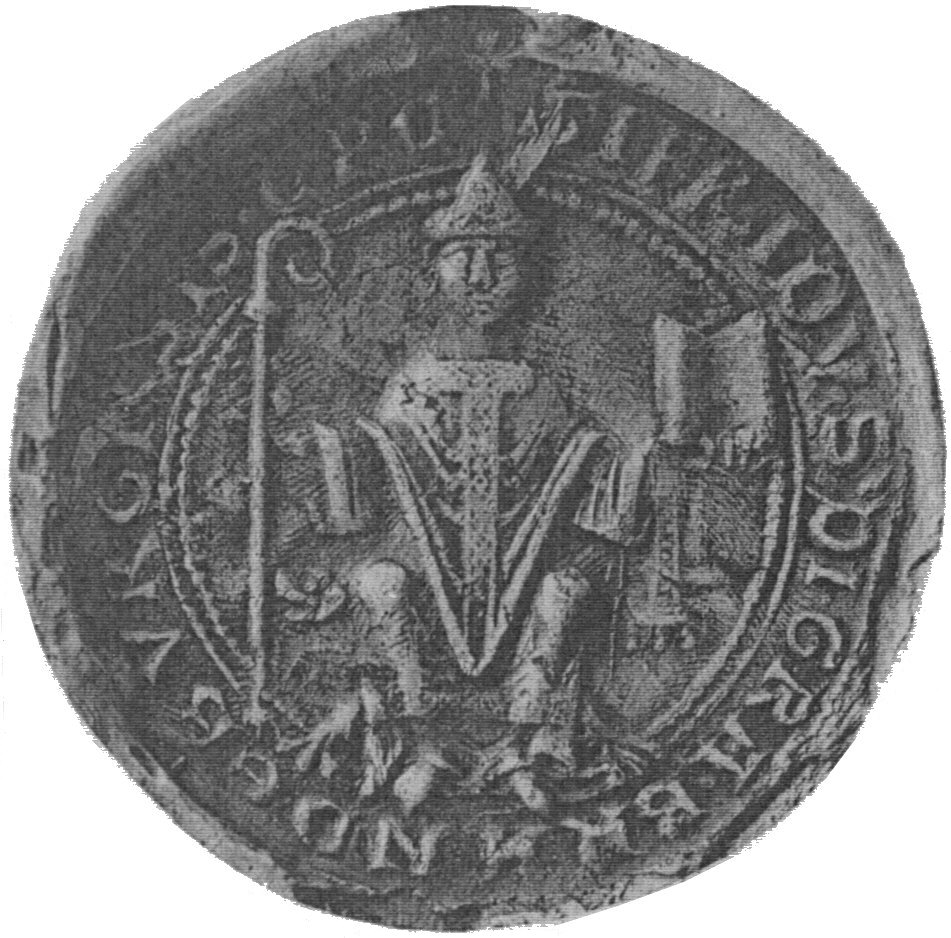
Das Siegel des Brandenburger Bischofs Siegfried II. vom 28. Dezember 1216. Schriftzug: SIFRIDVS D(E)I GRA(CIA) BRANDEBVRG(E)NSIS EP(IS)C(OPVS). In Klammern sind die Auslassungen ergänzt.

Siegfried II. († 1220 oder später) war von 1216/17 bis 1220 Bischof von Brandenburg. 

## Leben

### Dompropst von Brandenburg
Seine Herkunft ist unbekannt. Zwischen 1211 und 1214 wurde er Dompropst von Brandenburg.
Vor dem 28. Dezember 1216 wurde Siegfried zum neuen Bischof von Brandenburg gewählt und geweiht. Nachfolger als Dompropst wurde sein Bruder Alverich.

### Bischof von Brandenburg
Die erste erhaltene Urkunde von Siegfried vom 28. Dezember 1216 bestätigte dem Domkapitel Brandenburg dessen Rechte und Besitzungen. Dabei wurden etliche Orte in Brandenburg erstmals genannt.
1220 bestätigte Siegfried in einer Urkunde eine Schenkung des Ritters Daniel von Mukede. Ob Siegfried oder sein Nachfolger als päpstlicher Exekutor in das Kloster Ilsenburg geschickt wurde, ist nicht ganz klar.
Siegfried wurde letztmals am 30. September 1220 erwähnt, sein Todesdatum ist unbekannt.

## Nachfolge
Nach dem Tod Siegfrieds wurde Ludolf von Schwanebeck vom Domkapitel Brandenburg zum neuen Bischof gewählt und Wichmann von Arnstein vom Stift Leitzkau. Beide erhielten aber keine päpstliche Bestätigung, sodass 1222 Gernand von Brandenburg neuer Bischof von Brandenburg wurde.